# The End of the Internet
The End of the Internet ist ein Dokumentarfilm von Dylan Reibling aus dem Jahr 2025.

## Inhalt
Die Dokumentation erzählt einerseits die Geschichte des Internets. Beschrieben werden die Konzepte eines digitalen, dezentralen, und verteilten Kommunikationssystems, die Paul Baran ab 1959 entwickelte und die folgende Entwicklung des Internets in den 1960er Jahren. Als weiterer wichtiger Schritt wird die Erfindung des  World Wide Web durch Tim Berners-Lee 1989 erwähnt, die zum Ziel hatte, die Auffindbarkeit von Informationen zu verbessern. Diese Ideen von offener Kommunikation und Informationsaustausch werden im Film in Kontrast gesetzt zu Handlungen von Staaten, die von Anfang an versuchten, das Internet auf der einen Seite zur Überwachung zu nutzen und andererseits Zensur zu üben. Auch kritisiert wird die heutzutage vorherrschende große Macht der digitalen Plattformen, die der Grundidee eines Netzwerks gleichberechtigter Knotenpunkte entgegenstehe.
Parallel zu dieser Geschichte stellt der Film Projekte vor, die versuchen, durch Dezentralisierung einen Gegenpol zu der Macht von Staaten und Plattformen zu bilden. So werden die freien Funknetze Freifunk in Berlin und Guifi.net in Katalonien gezeigt und erzählt, wie letzteres staatlichen Zensurmaßnahmen im Katalonien-Konflikt trotzte. Die indigene Bevölkerung in Araribóia nutzt die lokale Kartenanwendung Mapeo, um Ressourcen in ihrem Reservat zu dokumentieren, ohne, dass diese Informationen für Dritte zugänglich werden. Die Demokratiebewegung in Hongkong benutzt das auf Blockchain basierende System Arweave, um journalistische Inhalte vor der permanenten Löschung durch die chinesische Regierung zu retten.
Im letzten Drittel setzt The End of the Internet einen besonderen Fokus auf Urbit. Das „neue Internet“, in dem jeder Nutzer seinen eigenen Cloud-Computer hat, wird als ein mögliches dezentrales System der Zukunft beschrieben. Die angebliche Demokratisierung der digitalen Welt wird allerdings hinterfragt durch Hinweis auf die in Urbit an Tarifmodelle gekoppelte Nutzerklassen, die mit Feudalismus verglichen werden. Dies wird außerdem in Zusammenhang gesetzt mit dem anti-demokratischen und autoritären Menschenbild, das der Gründer des Projekts in politischen Blog-Beiträgen gezeigt hat.

## Produktion und Veröffentlichung
The End of the Internet ist das Langfilmdebüt von Dylan Reibling. Er erhielt Filmförderung von Telefilm Canada. Die Weltpremiere fand am 25. März 2025 auf dem CPH:DOX-Festival in Kopenhagen statt. In Deutschland war er erstmals am 10. Mai 2025 beim DOK.fest München 2025 zu sehen.

## Rezeption
Beim CPH:DOX-Festival wurde lobend erwähnt, dass Reibling es geschafft habe, einen Film über das Internet zu machen, ohne jemals einen Computerbildschirm zu zeigen. The End of the Internet rege zum Nachdenken an und sei „Lichtjahre entfernt von den üblichen, aufgeblasenen Tech-Filmen“.
In der Ankündigung des DOK.fest München wurde der Film bezeichnet als „unaufgeregte und hochinteressante Reise durch die Entwicklung der technologischen Infrastruktur und ihre Gefahren, aber auch ihr Potenzial für die Menschheit“.

## Auszeichnungen
Der Film war auf dem CPH:DOX-Festival für den F:ACT-Award nominiert.